# Gaetano Troina
Gaetano Troina (ur. 14 lutego 1987) – polityk państwa San Marino. Współzałożyciel partii Domani Motus Liberi w 2018. W 2019 wybrany do Wielkiej Rady Generalnej. We wrześniu 2023 desygnowany przez macierzystą partię na stanowisko kapitana-regenta, funkcję objął 1 października 2023 wraz z Filippo Tamagnini.

## Odznaczenia
- Krzyż Wielki Udekorowany Wielką Wstęgą Orderu Zasługi Republiki Włoskiej (Włochy, 2023)[6]